# George Hay (ishockeyspelare)
William George Hay, född 10 januari 1898 i Listowel, Ontario, död 13 juli 1975 i Stratford, Ontario, var en kanadensisk professionell ishockeyspelare.

## Karriär
George Hay inledde ishockeykarriären i Manitoba Hockey League där han spelade för Winnipeg Strathconas och Winnipeg Monarchs åren 1914–1916. Från 1919 till 1921 spelade Hay för Regina Victorias i Saskatchewan Senior Hockey League. Säsongen 1921–22 bytte Hay lag och liga då han anslöt till Regina Capitals i den nybildade ligan Western Canada Hockey League där han kom att bilda ett effektivt anfallsvapen med centerforwarden Dick Irvin. Hay spelade fyra säsonger för laget i WCHL samt en säsong för Portland Rosebuds i Western Hockey League. Sammanlagt gjorde han 152 poäng på 130 matcher i WCHL och WHL.
Säsongen 1926–27 fortsatte Hay karriären i NHL med det nybildade laget Chicago Black Hawks. Det blev dock endast en säsong med Black Hawks innan han såldes till Detroit Cougars inför säsongen 1927–28. Hay spelade för Detroit Cougars och dess uppföljarlag Detroit Falcons och Detroit Red Wings fram till och med säsongen 1933–34.
Hay valdes in i Hockey Hall of Fame 1958.

## Statistik
MHL-Sr. = Manitoba Hockey Association, SSHL = Saskatchewan Senior Hockey League
| 1914–15           | Winnipeg Strathconas | MHL-Sr.           | 7   | 4   | 0  | 4   | –  | –  | – | – | – | – |
| 1915–16           | Winnipeg Monarchs    | MHL-Sr.           | 7   | 6   | 4  | 10  | 10 | 2  | 2 | 2 | 4 | 4 |
| 1919–20           | Regina Victorias     | SSHL              | 12  | 8   | 3  | 11  | 5  | 2  | 1 | 0 | 1 | 0 |
| 1920–21           | Regina Victorias     | SSHL              | 16  | 9   | 4  | 13  | 7  | 4  | 5 | 2 | 7 | 2 |
| 1921–22           | Regina Capitals      | WCHL              | 25  | 21  | 11 | 32  | 9  | 6  | 0 | 1 | 1 | 4 |
| 1922–23           | Regina Capitals      | WCHL              | 30  | 28  | 8  | 36  | 12 | 2  | 1 | 0 | 1 | 0 |
| 1923–24           | Regina Capitals      | WCHL              | 25  | 20  | 11 | 31  | 8  | 2  | 1 | 1 | 2 | 0 |
| 1924–25           | Regina Capitals      | WCHL              | 20  | 16  | 6  | 22  | 6  | —  | — | — | — | — |
| 1925–26           | Portland Rosebuds    | WHL               | 30  | 19  | 12 | 31  | 4  | —  | — | — | — | — |
| 1926–27           | Chicago Black Hawks  | NHL               | 35  | 14  | 8  | 22  | 12 | 2  | 1 | 2 | 3 | 2 |
| 1927–28           | Detroit Cougars      | NHL               | 42  | 22  | 13 | 35  | 20 | —  | — | — | — | — |
| 1928–29           | Detroit Cougars      | NHL               | 39  | 11  | 8  | 19  | 14 | 2  | 1 | 0 | 1 | 0 |
| 1929–30           | Detroit Cougars      | NHL               | 44  | 18  | 15 | 33  | 8  | —  | — | — | — | — |
| 1930–31           | Detroit Falcons      | NHL               | 44  | 8   | 10 | 18  | 24 | —  | — | — | — | — |
| 1931–32           | Detroit Olympics     | IHL               | 48  | 10  | 9  | 19  | 26 | 6  | 0 | 0 | 0 | 2 |
| 1932–33           | Detroit Red Wings    | NHL               | 34  | 1   | 6  | 7   | 6  | —  | — | — | — | — |
| 1933–34           | Detroit Red Wings    | NHL               | 1   | 0   | 0  | 0   | 0  | —  | — | — | — | — |
| 1933–34           | Detroit Olympics     | IHL               | 4   | 0   | 0  | 0   | 0  | —  | — | — | — | — |
| WCHL + WHL totalt | WCHL + WHL totalt    | WCHL + WHL totalt | 130 | 104 | 48 | 152 | 39 | 10 | 2 | 2 | 4 | 4 |
| NHL totalt        | NHL totalt           | NHL totalt        | 239 | 74  | 60 | 134 | 84 | 8  | 2 | 3 | 5 | 2 |